# Francois-Xavier Aubry
Pour les articles homonymes, voir Aubry.
 (avril 2015).
Si vous disposez d'ouvrages ou d'articles de référence ou si vous connaissez des sites web de qualité traitant du thème abordé ici, merci de compléter l'article en donnant les références utiles à sa vérifiabilité et en les liant à la section « Notes et références ».
François-Xavier Aubry, né le 3 décembre 1824 à Saint-Justin dans l'actuel Québec, et mort le 18 août 1854 à Albuquerque au Nouveau-Mexique, est un commerçant bas-canadien, explorateur du Sud-Ouest des États-Unis. Il accomplit des records de vitesse pour la livraison du courrier postal en passant par la piste de Santa Fe et s'investit dans l'exploration du 35e parallèle nord qui traverse horizontalement le sud des États-Unis.

## Biographie
François-Xavier Aubry naît à Saint-Justin en 1824 de Joseph Aubry et de Madeleine Lupien, quatrième enfant d'une famille de treize. Il s'initie au commerce dès l'âge de douze ans. Il quitte le Québec à dix-neuf ans pour s'installer à Saint-Louis. Deux ans plus tard, il devient convoyeur commerçant. Il se joint d'abord à une caravane qui part d'Independence vers le sud. Puis, il acquiert des marchandises qu'il revend à Santa-Fe. Durant le retour vers Independence, il tient un journal où il consigne de précieuses informations sur le vie de l'époque. Ses carnets seront même publiés dans divers journaux. Aubry continuera d'ailleurs d'écrire des articles et d'être publié dans des journaux.
En 1847, il organise une autre caravane de marchandises et offre ses services pour le transport du courrier postal. Après avoir liquidé toutes sa marchandise, il se rend à Pawnee Fork au Kansas et de là revient en un temps record à Independence avec son sac de courrier, exploit qui attire l'attention sur lui. Il récidive la même année et annonce qu'il fera le trajet de Santa Fe à Independence en dix-huit jours. Malgré tous les obstacles et les dangers, il y parvient en quatorze jours. Dès lors, les missions se succèdent et assurent sa fortune.
En 1848, il fera trois fois l'aller-retour sur la piste : parti d'Independance le 16 mars, il arrive à Santa Fe à la fin du mois d'avril. Pour le retour, il fait le trajet en neuf jours, soit du 19 au 28 mai. Il quitte avec un gros convoi pour son deuxième voyage de l'année, mais déjà, il planifie une troisième traversée pour tenter de battre son propre record, ce qu'il réussira : parti le 12 septembre de Santa Fe, il arrivera à Independance le soir du 17 septembre, presque inconscient.
Toutefois, Aubry remporte son pari et se couvre de gloire. Il poursuit ses caravanes, allant même jusqu'à Chihuahua au Mexique. Mais les attaques indiennes, les hors-la-loi, le climat rigoureux et les épidémies le découragent de continuer. Il s'en tient désormais à la piste entre Independence et Santa Fe. Par la suite, il entreprend d'acheminer des troupeaux de moutons à San Francisco, ce qu'il réussit à deux reprises, malgré toutes les difficultés.
En 1854, il revient à Santa Fe où il entre en conflit avec le représentant territorial du Nouveau-Mexique, le major Richard Weightman à propos du tracé de train vers le Pacifique. Le ton monte et le major poignarde mortellement Aubry le 18 août.